# 云南莎草
云南莎草（学名：Cyperus duclouxii）为莎草科莎草属的植物，是中国的特有植物。分布于中国大陆的四川、云南、贵州等地，生长于海拔2,040米至2,500米的地区，一般生长在山坡潮湿草地上或水边，目前尚未由人工引种栽培。